# Titularbistum Tubia
Tubia ist ein Titularbistum der römisch-katholischen Kirche. Der antike Bischofssitz lag in der römischen Provinz Mauretania Caesariensis, im heutigen Algerien.
| Titularbischöfe von Tubia |                                                  |                                                                           |                   |                    |
| Nr.                       | Name                                             | Amt                                                                       | von               | bis                |
| 1                         | Pierre-Jean-Marie-Louis Peurois OFM              | Weihbischof in Rabat (Marokko)                                            | 25. Mai 1936      | 13. März 1959      |
| 2                         | Alfred Bengsch                                   | Weihbischof in Berlin (Deutschland)                                       | 2. Mai 1959       | 16. August 1961    |
| 3                         | Théophile Mbemba Titularerzbischof pro hac vice  | Koadjutorerzbischof von Brazzaville (Kongo)                               | 11. November 1961 | 23. Mai 1964       |
| 4                         | Juozapas Pletkus                                 | Apostolischer Administrator von Telšiai und Prälat von Klaipėda (Litauen) | 8. November 1967  | 29. September 1975 |
| 5                         | Otto Wüst                                        | Weihbischof in Basel (Schweiz)                                            | 27. November 1975 | 21. September 1982 |
| 6                         | Dominik Hrušovský Titularerzbischof pro hac vice | Weihbischof in Trnava, Apostolischer Nuntius in Belarus                   | 18. Dezember 1982 | 27. Juli 2016      |
| 7                         | José Cayetano Parra Novo OP                      | Weihbischof in Santiago de Guatemala (Guatemala)                          | 11. November 2016 | 16. Juli 2021      |